# Richard Winters
El Major Richard "Dick" D. Winters (21 de gener de 1918 – 2 de gener de 2011) va ser un oficial de l'exèrcit dels Estats Units, i un veterà de guerra condecorat. Comandà la Companyia  Easy, 2n Batalló, 506è Regiment d'Infanteria Paracaigudista, 101a Divisió Aerotransportada durant la Segona Guerra Mundial.
Winters saltà sobre Normandia en les primeres hores del Dia D i va combatre per França, Bèlgica, els Països Baixos i, finalment, Alemanya. Al final de la guerra, Winters arribà a comandar tot el 2n batalló. Després del final de les hostilitats, Winters va ser llicenciat de l'Exèrcit i tornà a la vida civil, treballant a Nova Jersey.
El 1951, durant la Guerra de Corea, Winters tornà a ser cridat a l'Exèrcit, servint breument com a oficial de planificació d'entrenament d'estat major a Fort Dix, Nova Jersey. Tot i que va tenir ordres pel seu desplegament, finalment no va ser enviat a Corea. Després de llicenciar-se treballà en diverses feines abans de fundar la seva pròpia empresa i dedicar-se a vendre productes de granja.
Winters apareix a diversos llibres i va ser interpretat per Damian Lewis a la mini-sèrie de la HBO Band of Brothers (2001), en la que ell mateix apareixia. Era un professor convidat habitual a l'Acadèmia Militar dels Estats Units. Va jubilar-se el 1997. Va ser el darrer dels comandants de la Companyia Easy en traspassar.

## Joventut
Richard Winters va néixer a Ephrata, Pennsilvània, fill de Richard i Edith Winters, el 21 de gener de 1918.
La família va traslladar-se a Lancaster quan el petit Richard tenia 8 anys. Es graduà a la Lancaster Boys High School el 1937 i es matriculà al Franklin and Marshall College.
A Franklin and Marshall, Winters va ser membre de la Fraternitat Delta Sigma Phi, i jugà a futbol i a bàsquet. També va dedicar-se a la lluita, el seu esport favorit. Es graduà el 1941 amb bones notes a l'escola de negocis. La guerra havia esclatat a Europa i s'allistà a l'exèrcit.

## Segona Guerra Mundial
Winters s'allistà a l'exèrcit el 25 d'agost de 1941, per tal d'escurçar el seu període de servei. Al setembre va realitzar la instrucció bàsica a Camp Croft, Carolina del Sud. Després va quedar-se a Camp Croft per ajudar a entrenar els soldats de lleva i d'altres voluntaris, mentre que la resta del seu batalló era desplegat a Panamà. L'abril del 1942 va ser triat per estudiar a l'Acadèmia de Candidats a Oficial a Fort Benning, Geòrgia. Va ser allà on va conèixer al seu amic Lewis Nixon, amb qui serviria durant tota la guerra a la 101a Divisió Aerotransportada. Va rebre el despatx d'alferes el 2 de juliol de 1942.
Durant el transcurs del seu entrenament per oficial, Winters decidí que volia unir-se a la infanteria paracaigudista. Després de completar l'entrenament tornà a Camp Croft a esperar una nova lleva, car no hi havia posicions disponibles als paracaigudistes en aquells moments. Després de 5 setmanes rebé ordres d'unir-se al 506è Regiment d'Infanteria Paracaigudista a Camp Toccoa (antigament Camp Toombs) a Geòrgia.
Arribà a Toccoa a mitjans d'agost de 1942, sent destinat a la Companyia E, 2n Batalló, 506 PIR, servint sota el tinent (després capità Herbert Sobel. La Companyia E també era coneguda com a "Companyia Easy" per l'alfabet conjunt Exèrcit/Marina de l'època. Inicialment serví com a comandant de secció, comandant la 2a Secció, però a l'octubre va ser promogut a tinent, passant a ser l'oficial executiu en funcions de la companyia, tot i que no es va fer oficial fins al maig de 1943. El 506 PIR era una unitat experimental, sent el primer regiment a realitzar un entrenament paracaigudista sent ja una unitat formada. Com molts dels seus homes gairebé no tenia experiència militar prèvia i per l'entrenament a Toccoa era necessari ser molt dur i en conseqüència va haver un alt nivell de personal rebutjat. De fet, dels 500 oficials que es presentaren voluntaris només 148 van aconseguir superar el curs amb èxit. Per la tropa també era molt dur, amb només 1.800 homes sent finalment seleccionats d'un total de 5.300 voluntaris.
El 10 de juny de 1943 el 506 PIR va ser adjuntat a la 101a Divisió Aerotransportada. Aquell mateix any va ser embarcat al Samaria per traslladar-se a Anglaterra, desembarcant a Liverpool el 15 de setembre de 1943. D'allà es dirigiren a Aldbourne, a Wiltshire, on començaren un intens programa d'entrenament dissenyat per deixar a punt el regiment per a la invasió d'Europa planejada pel 1944.
Va ser quan la Companyia Easy estava a Aldbourne que la tensió existent que entre Winters i Sobel va arribar al màxim entre novembre i desembre de 1943. Winters havia mostrat en privat la seva preocupació sobre la capacitat de Sobel per comandar la companyia en combat i diversos dels homes de la companyia també mostraren els seus dubtes cap a Sobel, mentre a l'hora mostraven el seu respecte vers la competència de Winters. Winters afirmà que no volia competir amb Sobel per comandar la Companyia Easy; però la situació es desembocà quan Sobel intentà presentar càrrecs contra Winters per no obeir ordres. Considerant que el seu càstig no era just, Winters demanà que l'acusació fos jutjada per un consell de guerra. Quan el càstig de Winters va ser posposat pel comandant del batalló, Sobel acusà a Winters amb un altre càrrec diferent l'endemà. Mentre que es portava a terme la investigació, Winters va ser traslladat al quarter general de la companyia i nomenat oficial de cuina.
Després d'aquests fets, diversos sots-oficials van presentar un ultimàtum al comandant del regiment, coronel Robert Sink: o bé Sobel era substituït o bé tornarien els seus galons. Sink no quedà impressionat i diversos dels sots-oficials van ser degradats i traslladats fora de la companyia; però s'adonà que calia fer alguna cosa i decidí que Sobel havia de ser rellevat. Sobel va ser traslladat, sent nomenat comandant d'una escola d'entrenament de paracaigudisme creada feia poc. El consell de guerra de Winters va ser deixat de costat i tornà a la Companyia Easy com a cap de secció de la 1a Secció. Malgrat la seva topada de personalitat, Winters afirmaria posteriorment que creia que part de l'èxit de la Companyia Easy era mèrit de l'extenuant entrenament i de les altes expectacions de Sobel. Al febrer de 1944, el tinent  Thomas Meehan va rebre el comandament de la Companyia Easy.
Meehan va comandar la companyia fins a la invasió de Normandia quan, aproximadament a la 1:15 del 6 de juny, el C-47 Skytrain que transportava la secció de quarter general de la companyia va ser abatut pel foc antiaeri alemany, ocasionant la mort de tots els que anaven a bord. Winters saltà aquella nit i aterrà segur prop de Sainte-Mère-Église. Després de perdre la seva arma al salt, va poder orientar-se, reunint diversos paracaigudistes, incloent alguns de la 82a Aerotransportada, i es dirigí cap a l'objectiu assignat per la unitat, prop de Sainte-Marie-du-Mont. Desconeixedor del destí del tinent Meehan, Winters esdevingué el comandant de facto de la Companyia Easy durant la campanya de Normandia.
Aquell dia, Winters comandà un atac que destruí una bateria d'artilleria d'obusos de 105 mm alemanys que disparaven cap a les sortides principals de Utah Beach. Els americans estimaren que els canons estaven defensats aproximadament per una secció d'uns 50 soldats alemanys, mentre que Winters només en disposava de 13. Aquesta acció al sud de Le Grand-Chemin es coneix com l'Assalt de Brécourt Manor; i els detalls de l'atac encara s'ensenyen a l'Acadèmia Militar dels Estats Units com un exemple d'un assalt sobre una posició fixa. A més de destruir la bateria, Winters va obtenir un mapa que detallava els emplaçaments dels canons alemanys a la zona de Utah Beach. Per aquesta acció, Winters va ser recomanat per la Medalla d'Honor. La recomanació va ser rebaixada a la Creu del Servei Distingit a causa de la política "d'una Medalla d'Honor per campanya i divisió", sent el tinent coronel Robert Cole l'únic membre de la 101a que rebria la Medalla d'Honor per la Campanya de Normandia.
L'1 de juliol de 1944 Winters va ser promogut a capità.
L'endemà va rebre la de mans del general Omar Bradley, comandant del Primer Exèrcit dels Estats Units. El 10 de Juliol, el 506 va ser retirat de França i tornà a Aldbourne per reorganitzar-se.
El setembre del 1944, el 506 PIR participà en l'operació Horta, una operació aerotransportada als Països Baixos. El 5 d'octubre, un grup alemany llançà un atac sobre el flanc del 2n Batalló, amenaçant en trencar les línies americanes. Al mateix temps, quatre homes d'una patrulla de la companyia Easy van ser ferits. De tornada al quarter general, informaren que s'havien topat amb un gran grup d'alemanys a una intersecció de camins a uns 1.200m a l'est del post de comandament de la companyia.
Adonant-se de la seriositat de la situació, Winters va agafar una esquadra de la 1a Secció i es mogué cap al nus de camins, des d'on observà una metralladora alemanya disparant cap al sud, cap al quarter general del batalló. Després d'estudiar la posició, Winters encapçalà l'assalt contra el post. Poc després de prendre la posició, els americans van rebre foc des d'una posició alemanya davant d'ells. Estimant que la seva posició estava ocupada per un batalló com a mínim, Winters demanà reforços de la resta de la 1a secció, llançant un assalt. Posteriorment es descobriria que hi havia un mínim de 300 alemanys, a la qual havien atacat només 35 homes. El 9 d'octubre, Winters esdevingué oficial executiu del batalló.
Tot i que aquesta posició normalment era ocupada per un major, Winters continuà sent capità.
El 16 de desembre de 1944, les forces alemanyes llançaren una contraofensiva contra els Aliats a Bèlgica. Dos dies després, la 101a va ser traslladada a Bastogne. Encara servint com a oficial executiu del 2n Batalló, Winters va participar en la defensa del front nord-est de Bastogne, prop de la ciutat de Foy en el setge de Bastogne. Tota la 101a Aerotransportada i seccions de la 10a divisió cuirassada van fer front a 15 divisions alemanyes, amb suport d'artilleria pesant i blindats, durant tota una setmana abans que el Tercer Exèrcit americà trenqués les línies americanes que envoltaven Bastogne.
Després de ser rellevat, el 2n Batalló llançà un atac sobre Foy el 9 de gener de 1945. El 8 de març de 1945, després que el batalló fos mogut a Haguenau, Winters va ser finalment promogut a major i poc després va ser confirmat en el seu càrrec de comandant del 2n Batalló, quan el Tinent Coronel Robert Strayer va ser promogut a l'estat major del regiment. A partir d'aquest moment el 2n Batalló participà poc en combat.
A l'abril el batalló es dedicà a tasques defensives al Rin, abans de penetrar a Baviera a finals de mes. A inicis de maig la 101a rebé ordres de capturar Berchtesgaden. El 2n Batalló sortí des de Thalham, enmig de tropes alemanyes en rendició, dirigint-se cap als Alps, arribant a la ciutat el 5 de maig de 1945. Encara estaven allà quan la guerra acabà 3 dies després, el 8 de maig de 1945.
Després del final de les hostilitats, Winters es quedà a Europa mentre que tenia lloc el procés d'ocupació i desmobilització. Tot i que tenia punts per tornar als Estats Units, se li va dir que se'l necessitava a Alemanya. Posteriorment se li oferí un càrrec a l'exèrcit regular, però declinà. Finalment s'embarcà a Marsella a bord del Wooster Victory el 4 de novembre de 1945. Va abandonar l'Exèrcit el 29 de novembre de 1945, tot i que oficialment no va llicenciar-se fins al 22 de gener de 1946.
Després de l'emissió de la minisèrie de televisió Band of Brothers, va iniciar-se una campanya de cartes en petició de la concessió de la Medalla d'Honor per a Winters, de moment sense èxit.

## Guerra de Corea

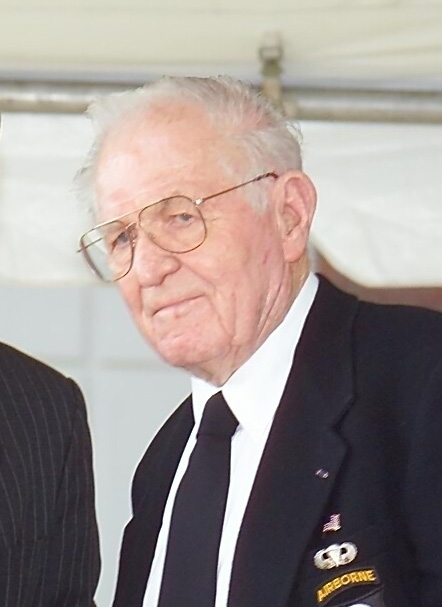
Winters al 2004

Després de la guerra, Winters treballà amb el seu amic, el capità Lewis Nixon, a l'empresa de la família de Nixon, Nixon Nitration Works of Edison, Nova Jersey, de la que seria director general el 1950. El 16 de maig de 1948 va casar-se amb Ethel Estoppey i seguí estudiant mitjançant la GI Bill, realitzant diversos cursos d'empresarials i direcció de personal a la Universitat Rutgers.
Al juny de 1951 va tornar al servei actiu durant la Guerra de Corea. Se li ordenà unir-se a l'11a Divisió Aerotransportada a Fort Campbell, Kentucky, però abans viatjà a Washington DC per entrevistar-se amb el general McAuliffe, esperant poder convèncer-lo que no l'enviessin a Corea. Va dir-li que ja havia vist prou guerra, i aparentment McAuliffe va entendre'l, però li explicà que el necessitaven a causa de la seva experiència de combat. Winters va ser enviat a Fort Dix, Nova Jersey, on va ser destinat a planificació regimental i entrenament d'oficials.
Mentre que es trobava a Fort Dix, Winters es desil·lusionà amb la seva feina, trobant que no estava entusiasmat en entrenar oficials indisciplinats i que no assistien a les seves classes. Com a resultat es presentà voluntari per a l'Acadèmia de Rangers. Va rebre ordres per anar a Corea i viatjà a Seattle, on durant l'administració prèvia al desplegament se li oferí l'oportunitat de dimitir si volia fer-ho.

## Darrers anys i mort

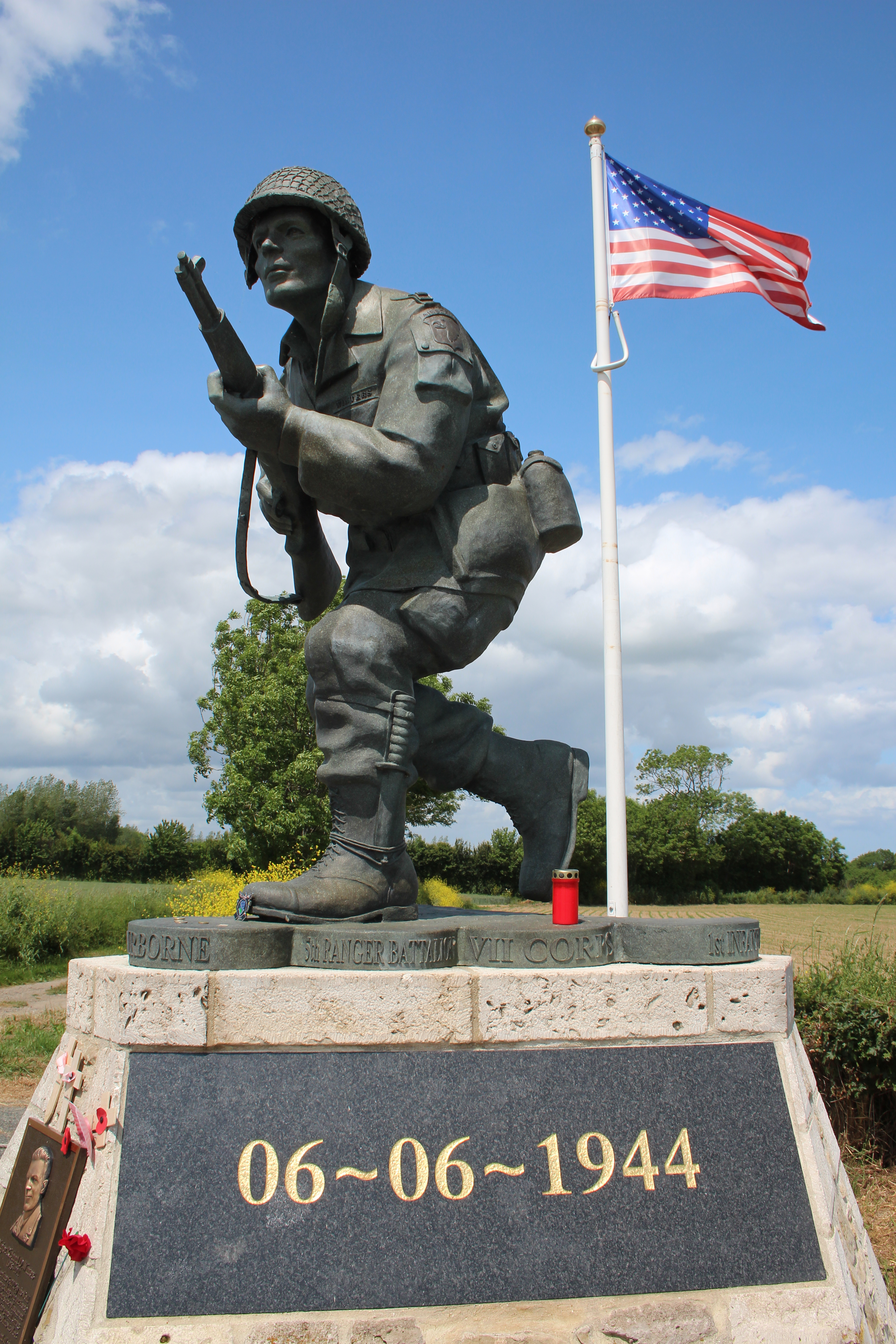
Memorial a Richard D. Winters a Normandia

Va llicenciar-se de l'exèrcit i esdevingué supervisor de producció a una fàbrica de guix adhesiu a New Brunswick (Nova Jersey). El 1951, juntament amb la seva esposa Ethel van comprar una petita granja on va construir la seva casa de camp i van tenir dos fills. El 1972 va crear el seu propi negoci, venent menjar per animals als grangers de Pennsilvània. Poc després van traslladar-se a Hershey (Pennsilvània). Finalment es jubilà el 1997.
Durant la dècada de 1990, Winters va aparèixer en diversos llibres i sèries de televisió sobre les seves experiències i les dels seus homes a la Companyia Easy. El 1992 Stephen Ambrose va escriure el llibre "Band of Brothers. E Company, 506th Regiment, 101st Airborne: From Normandy to Hitler's Eagle's Nest", que va ser adaptat per a la televisió en la mini-sèrie Band of Brothers, de la HBO. Winters també va ser el protagonista del llibre de Larry Alexander Biggest Brother: The Life of Major Dick Winters, The Man Who Led the Band of Brothers (2005). El 2006 va publicar les seves pròpies memòries, Beyond Band of Brothers: The War Memoirs of Major Dick Winters, escrites conjuntament amb l'historiador militar i coronel retirat Cole C. Kingseed. Va realitzar una sèrie de conferències sobre comandament a cadets de l'Acadèmia Militar dels Estats Units.
El 16 de maig del 2006, el Franklin and Marshall College va concedir-li un Doctorat Honorífic en Humanitats.
Richard Winters va morir el 2 de gener del 2011, a una residència prop de Campbelltown (Pennsilvània), per les complicacions sofertes a partir de la malaltia de Parkinson que patia des de feia anys. Winters havia demanat tenir un servei fúnebre privat i sense publicitar, que va ser celebrat el 8 de gener del 2011.
Winters va ser enterrat al cementiri de l'Església Evangèlica Luterana de Bergstrasse d'Ephrata (Pennsilvània), en una cerimònia privada.
Està enterrat al costat dels seus pares. La seva làpida diu "Richard D. Winters WW II 101st Airborne".

## Dates de promoció
- Tinent de 2a – 2/7/1942
- Tinent – 10/1942
- Capità – 1/7/1944
- Major – 8/3/1945

## Condecoracions
|                              |                                                                                                  |                              |
|                              |                                                                                                  |                              |
|                              |                                                                                                  |                              |
| Plantilla:Ribbon devices/alt |                                                                                                  |                              |
| Plantilla:Ribbon devices/alt | Plantilla:Ribbon devices/alt                                                                     |                              |
| Plantilla:Ribbon devices/alt | Arrowhead · Bronze star · Bronze star · Bronze star · Bronze star · Plantilla:Ribbon devices/alt | Plantilla:Ribbon devices/alt |
|                              |                                                                                                  | Plantilla:Ribbon devices/alt |
| Plantilla:Ribbon devices/alt | Plantilla:Ribbon devices/alt                                                                     | Plantilla:Ribbon devices/alt |
| Plantilla:Ribbon devices/alt |                                                                                                  |                              |

| Insígnia  | Insígnia d'Infanteria de Combat                                  | Insígnia d'Infanteria de Combat                                                                              | Insígnia d'Infanteria de Combat                                  |
| Insígnia  | Insígnia de Paracaigudista amb dues estrelles de salts de combat | Insígnia de Paracaigudista amb dues estrelles de salts de combat                                             | Insígnia de Paracaigudista amb dues estrelles de salts de combat |
| Insígnia  | Espatllera dels Rangers                                          | Espatllera dels Rangers                                                                                      | Espatllera dels Rangers                                          |
| 1a filera | Creu del Servei Distingit                                        | Creu del Servei Distingit                                                                                    | Creu del Servei Distingit                                        |
| 2a filera | Estrella de Bronze amb un Manat de fulles de roure               | Cor Porpra                                                                                                   | Medalla del Servei de Defensa Americana                          |
| 3a filera | Medalla de la Campanya Americana                                 | Medalla de la Campanya Europea-Africana-Orient Mitjà amb 4 Estrelles de servei i Insígnia de punta de fletxa | Medalla de la Victòria a la II Guerra Mundial                    |
| 4a filera | Medalla de l'Exèrcit del Servei d'Ocupació                       | Medalla del Servei a la Defensa Nacional                                                                     | Creu de Guerra amb Palma (França)                                |
| 5a filera | Medalla de la França Alliberada                                  | Creu de Guerra amb Palma (Bèlgica)                                                                           | Medalla commemorativa de la guerra 1940-1945 (Bèlgica)           |
| 6a filera | Citació Presidencial d'Unitat amb 1 Manat de fulles de roure     | Citació Presidencial d'Unitat amb 1 Manat de fulles de roure                                                 | Citació Presidencial d'Unitat amb 1 Manat de fulles de roure     |

 5 Barres de Servei a Ultramar servir 2½ yanys a ultramar a Europa.